# 米原市立大原小学校
米原市立大原小学校（まいばらしりつ おおはらしょうがっこう）は、滋賀県米原市市場にある公立小学校。1872年（明治6年）に創立した。旧山東町の地域で人数が多い小学校である。なお、その学区内に米原市立大東中学校がある。

## 概要
大原小学校には通級指導教室として「おおはら教室」が設置されている。

## 学区
市場、夫馬、朝日、烏脇、坂口、村居田、井之口、野一色、小田、間田、天満、本市場、池下

## 進学先中学校
米原市立大東中学校